# 서울 (프로게이머)
서울(본명: 조기열, 2000년 8월 10일 ~)은 대한민국의 배틀그라운드 프로게이머로 아이디는 seoul이다. 현재 Dplus KIA에서 활동하고 있다.

## 선수 생활
2024년, 펍지 네이션스 컵 2024에 대한민국 대표로 참가하여 우승을 달성했다.

## 소속팀
| # | 팀명            | 소속 기간               | 소속 리그 | 비고 |
| - | --------------- | ----------------------- | --------- | ---- |
| 1 | 엘리먼트 미스틱 | 2018.10.01 ~ 2019.01.01 | PKL       |      |
| 2 | 미디어브릿지    | 2019.02.19 ~ 2020.01.01 | PKL       |      |
| 3 | 이엠텍 스톰엑스 | 2020.01.01 ~ 2020.06.16 |           |      |
| 4 | 다나와 e스포츠  | 2020.06.25 ~ 2023.12.31 | PWS       |      |
| 5 | Dplus KIA       | 2024.01.03 ~            | PWS       |      |

## 수상 내역
- 2019 인텔 펍지 코리아 컨텐더스 페이즈 1 우승
- 2020 서울컵 OGN 슈퍼매치 준우승
- 아시아 퍼시픽 프레데터 리그 2020-21 아시아 3위
- 배틀그라운드 스매쉬컵 시즌 4 준우승
- 펍지 콘티넨탈 시리즈 5 아시아 3위
- 2021 아프리카TV 펍지 리그 폴 시즌 준우승
- 2021 아프리카TV 펍지 리그 폴 시즌 Most Kills
- 2022 펍지 위클리 시리즈: 동아시아 페이즈 1 준우승
- 2022 인천 챌린지 컵 준우승
- 2022 펍지 위클리 시리즈: 동아시아 페이즈 2 준우승
- 2023 펍지 위클리 시리즈: 코리아 페이즈 1 우승
- 펍지 글로벌 시리즈 1 최우수 선수
- 배틀그라운드 스매쉬 컵 2023 쇼다운 준우승
- 펍지 글로벌 시리즈 2 대한민국 선발전 1위
- 펍지 네이션스 컵 2023 우승
- 펍지 네이션스 컵 2023 최우수 선수
- 2023 펍지 위클리 시리즈: 코리아 페이즈 2 우승
- 펍지 글로벌 챔피언십 2023 우승
- 펍지 글로벌 챔피언십 2023 최우수 선수
- 펍지 네이션스 컵 2024 우승
- 펍지 네이션스 컵 2024 최우수 선수